# メールドグラース
メールドグラースは、日本の競走馬、トルコの種牡馬。主な勝ち鞍は2019年のコーフィールドカップ、新潟大賞典、鳴尾記念、小倉記念。
馬名の意味は「フランスのメール・ド・グラース氷河より。母名より連想」。

## 戦績
2015年5月26日に北海道安平町のノーザンファームで生産され、一口馬主法人「キャロットクラブ」より、総額2800万円（一口7万円×400口）で募集された。育成はノーザンファーム早来で行われたが、馬体や動きが目を引くような馬ではなかった。
2017年、栗東・清水久詞厩舎に入厩し、9月の阪神競馬場の2歳新馬戦でデビューするが3着。初勝利は2018年3月に入ってから6戦目の小倉競馬場3歳未勝利戦で挙げ、8月に10戦目で同じ小倉競馬場の3歳上500万下で2勝目を挙げた。
1000万下クラスに昇級後2連敗するが、明け5歳となった2018年1月6日に京都競馬場の4歳上1000万下を制し3勝目を挙げると、次走2月23日に阪神競馬場の尼崎ステークス（1600万下）で昇級戦に連勝しオープンクラスに昇級。4月29日に新潟競馬場の新潟大賞典（GIII）にダミアン・レーンで重賞初出走し、ハンデキャップの負担重量54㎏で7番人気と低ハンデの伏兵の評価ながら快勝して1000万下の条件戦から昇級戦を3連勝で重賞初制覇した。なお、5月1日に元号が令和へ改元され、この競走は平成最後の重賞競走となったことから同馬は平成最後の重賞馬と紹介されることもある。
続いて6月1日、引き続きレーン騎乗で鳴尾記念（GIII）に1番人気で出走し、4連勝で重賞2勝目。さらに8月4日の小倉記念（GIII）に川田将雅騎乗で出走し、新潟大賞典から一転して負担重量57.5㎏のトップハンデを課せられながら、1番人気に応えて5連勝での重賞3勝目を飾った
10月19日、オーストラリアに海外遠征してコーフィールドカップにG1初挑戦。日本で重賞2勝を上げたレーンが騎乗、好スタートから道中は後方に待機し、直線に入ってから大外から追い込み残り150メートルで先頭に立ちそのまま押し切り重賞4勝目、2019年に入ってから6連勝でG1初制覇を成し遂げた。調教師の清水にとっても海外重賞初制覇となった。
G1連勝をかけて11月5日のメルボルンカップに引き続きレーン鞍上で出走。しかし、直線で伸びきれず、コーフィールドカップで2着に下したヴァウアンドディクレアの6着に終わり、1000万下からの連勝は6でストップした。その後、左前脚に屈腱炎を発症していたことが判明。経過観察を行う事となったが患部が思うように回復せず、2021年2月9日に引退することが発表された。

## 競走成績
以下の内容は、netkeiba.comの情報およびレーシングオーストラリアに基づく。
| 競走日     | 競馬場         | 競走名          | 格       | 距離（馬場）  | 頭数 | 枠番 | 馬番 | オッズ（人気） | 着順 | タイム（上がり3F） | 着差 | 騎手        | 斤量[kg] | 1着馬（2着馬）         | 馬体重[kg] |
| ---------- | -------------- | --------------- | -------- | ------------- | ---- | ---- | ---- | -------------- | ---- | ------------------ | ---- | ----------- | -------- | ---------------------- | ---------- |
| 2017.09.30 | 阪神           | 2歳新馬         |          | 芝1800m（良） | 11   | 5    | 5    | 009.30（2人）  | 03着 | R1:50.2（34.2）    | -0.3 | 0荻野極     | 53       | アドマイヤキング       | 456        |
| 0000.11.04 | 東京           | 2歳未勝利       |          | 芝2000m（良） | 12   | 5    | 6    | 006.10（3人）  | 03着 | R2:02.8（34.1）    | -0.2 | 0福永祐一   | 55       | コズミックフォース     | 456        |
| 0000.11.25 | 京都           | 2歳未勝利       |          | 芝1800m（良） | 15   | 7    | 13   | 006.20（2人）  | 03着 | R1:50.3（35.2）    | -0.1 | 0福永祐一   | 55       | ドラセナ               | 462        |
| 0000.12.23 | 阪神           | 2歳未勝利       |          | 芝1600m（良） | 18   | 3    | 6    | 003.90（2人）  | 03着 | R1:35.3（34.7）    | -0.6 | 0福永祐一   | 55       | ブランモンストル       | 462        |
| 2018.01.20 | 京都           | 3歳未勝利       |          | 芝2000m（稍） | 15   | 6    | 11   | 012.00（5人）  | 12着 | R2:04.9（36.2）    | -1.2 | 0福永祐一   | 56       | ジャックバローズ       | 464        |
| 0000.03.03 | 小倉           | 3歳未勝利       |          | 芝2000m（良） | 18   | 7    | 14   | 005.20（3人）  | 01着 | R2.01.1（36.0）    | -0.2 | 0藤岡佑介   | 56       | （サトノグリッター）   | 466        |
| 0000.03.24 | 中京           | 大寒桜賞        | 500万下  | 芝2200m（稍） | 11   | 7    | 8    | 034.40（8人）  | 03着 | R2.17.8（35.2）    | -0.0 | 0中谷雄太   | 56       | ダノンマジェスティ     | 462        |
| 0000.04.15 | 阪神           | 3歳500万下      |          | 芝2000m（重） | 10   | 1    | 1    | 007.40（4人）  | 06着 | R2.03.2（36.0）    | -1.2 | 0荻野極     | 55       | タニノフランケル       | 462        |
| 0000.05.26 | 京都           | 3歳500万下      |          | 芝2000m（良） | 12   | 2    | 2    | 003.60（2人）  | 02着 | R2.00.7（33.7）    | -0.2 | 0C.ルメール | 56       | キボウノダイチ         | 462        |
| 0000.08.12 | 小倉           | 3歳上500万下    |          | 芝2000m（良） | 10   | 7    | 7    | 002.50（1人）  | 01着 | R1.59.5（34.7）    | -0.2 | 0北村友一   | 54       | （サンライズサーカス） | 470        |
| 0000.09.29 | 中山           | 習志野特別      | 1000万下 | 芝2000m（稍） | 16   | 2    | 3    | 007.30（4人）  | 09着 | R2.02.9（35.3）    | -1.1 | 0石橋脩     | 54       | マイネルファンロン     | 468        |
| 0000.12.08 | 阪神           | 境港特別        | 1000万下 | 芝2200m（良） | 10   | 4    | 4    | 011.30（5人）  | 02着 | R2.12.2（35.6）    | -0.3 | 0川田将雅   | 53       | シルヴァンジャー       | 472        |
| 2019.01.06 | 京都           | 4歳上1000万下   |          | 芝2200m（良） | 9    | 8    | 9    | 002.40（1人）  | 01着 | R2.17.6（34.7）    | -0.0 | 0川田将雅   | 56       | （ダブルフラット）     | 482        |
| 0000.02.23 | 阪神           | 尼崎S           | 1600万下 | 芝2200m（良） | 9    | 6    | 6    | 005.10（3人）  | 01着 | R2.12.4（35.0）    | -0.3 | 0川田将雅   | 56       | （センテリュオ）       | 476        |
| 0000.04.29 | 新潟           | 新潟大賞典      | GIII     | 芝2000m（良） | 16   | 8    | 15   | 015.80（7人）  | 01着 | R1.58.6（33.0）    | -0.1 | 0D.レーン   | 54       | （ミッキースワロー）   | 478        |
| 0000.06.01 | 阪神           | 鳴尾記念        | GIII     | 芝2000m（良） | 9    | 7    | 7    | 002.70（1人）  | 01着 | R1.59.6（34.6）    | -0.2 | 0D.レーン   | 56       | （ブラックスピネル）   | 476        |
| 0000.08.04 | 小倉           | 小倉記念        | GIII     | 芝2000m（良） | 13   | 6    | 8    | 002.60（1人）  | 01着 | R1.58.8（34.9）    | -0.0 | 0川田将雅   | 57.5     | （カデナ）             | 480        |
| 0000.10.19 | コーフィールド | コーフィールドC | G1       | 芝2400m（良） | 18   | 17   | 3    |                | 01着 | 0R2.30.16（00.0）  |      | 0D.レーン   | 55.5     | （Vow and Declare）    | 計不       |
| 0000.11.05 | フレミントン   | メルボルンC     | G1       | 芝3200m（重） | 24   | 2    | 2    |                | 06着 | R                  |      | 0D.レーン   | 56       | Vow and Declare        | 計不       |

## 引退後
2021年2月11日の競走馬登録抹消に際して北海道苫小牧市のノーザンホースパークで乗馬となる予定と発表されていたが、3月30日にトルコで種牡馬入りすることがターキッシュ・ブラッドストックから発表された。
2021年5月にトルコに輸出。トルコにおける繋養者は、スマートロビンと同じオズチョラック牧場（Özçolak Harası）である。
2023年に初年度産駒が誕生し、27頭が血統登録された。

## 血統表
| メールドグラースの血統          | メールドグラースの血統                               | メールドグラースの血統                          | （血統表の出典）                                | （血統表の出典）  |
| 父系                            | キングマンボ系                                       | キングマンボ系                                  | キングマンボ系                                  | [ § 2 ]           |
| 父 ルーラーシップ 2007 鹿毛     | 父の父キングカメハメハ 2001 鹿毛                     | Kingmambo                                       | Mr. Prospector                                  | Mr. Prospector    |
| 父 ルーラーシップ 2007 鹿毛     | 父の父キングカメハメハ 2001 鹿毛                     | Kingmambo                                       | Miesque                                         |                   |
| 父 ルーラーシップ 2007 鹿毛     | 父の父キングカメハメハ 2001 鹿毛                     | *マンファス                                     | *ラストタイクーン                               | *ラストタイクーン |
| 父 ルーラーシップ 2007 鹿毛     | 父の父キングカメハメハ 2001 鹿毛                     | *マンファス                                     | Pilot Bird                                      |                   |
| 父 ルーラーシップ 2007 鹿毛     | 父の母エアグルーヴ 1993 鹿毛                         | *トニービン                                     | *カンパラ                                       | *カンパラ         |
| 父 ルーラーシップ 2007 鹿毛     | 父の母エアグルーヴ 1993 鹿毛                         | *トニービン                                     | Severn Bridge                                   |                   |
| 父 ルーラーシップ 2007 鹿毛     | 父の母エアグルーヴ 1993 鹿毛                         | ダイナカール                                    | *ノーザンテースト                               | *ノーザンテースト |
| 父 ルーラーシップ 2007 鹿毛     | 父の母エアグルーヴ 1993 鹿毛                         | ダイナカール                                    | シャダイフェザー                                |                   |
| 母 グレイシアブルー 2002 青鹿毛 | 母の父*サンデーサイレンス Sunday Silence 1986 青鹿毛 | Halo                                            | Hail to Reason                                  | Hail to Reason    |
| 母 グレイシアブルー 2002 青鹿毛 | 母の父*サンデーサイレンス Sunday Silence 1986 青鹿毛 | Halo                                            | Cosmah                                          |                   |
| 母 グレイシアブルー 2002 青鹿毛 | 母の父*サンデーサイレンス Sunday Silence 1986 青鹿毛 | Wishing Well                                    | Understanding                                   | Understanding     |
| 母 グレイシアブルー 2002 青鹿毛 | 母の父*サンデーサイレンス Sunday Silence 1986 青鹿毛 | Wishing Well                                    | Mountain Flower                                 |                   |
| 母 グレイシアブルー 2002 青鹿毛 | 母の母*ブルーラスター Blue Lustrer 1994 青鹿毛       | Nureyev                                         | Northern Dancer                                 | Northern Dancer   |
| 母 グレイシアブルー 2002 青鹿毛 | 母の母*ブルーラスター Blue Lustrer 1994 青鹿毛       | Nureyev                                         | River Lady                                      |                   |
| 母 グレイシアブルー 2002 青鹿毛 | 母の母*ブルーラスター Blue Lustrer 1994 青鹿毛       | Blue Note                                       | Habitat                                         | Habitat           |
| 母 グレイシアブルー 2002 青鹿毛 | 母の母*ブルーラスター Blue Lustrer 1994 青鹿毛       | Blue Note                                       | Balsamique                                      |                   |
| 母系(F-No.)                     | (FN:16)                                              | (FN:16)                                         | (FN:16)                                         | [ § 3 ]           |
| 5代内の近親交配                 | Nureyev 5×3＝15.63%、Northern Dancer 5×4＝9.38%      | Nureyev 5×3＝15.63%、Northern Dancer 5×4＝9.38% | Nureyev 5×3＝15.63%、Northern Dancer 5×4＝9.38% | [ § 4 ]           |
| 出典                            | 1. 2. 3. 4.                                          | 1. 2. 3. 4.                                     | 1. 2. 3. 4.                                     | 1. 2. 3. 4.       |

- 母グレイシアブルーは中央で3勝[23]。
- 近親に2005年の福島記念を勝ったグラスボンバーがいる[23]。